# K-topologie

En mathématiques, la K-topologie, ou topologie de Smirnov de la suite supprimée, est une topologie particulière sur l'ensemble ℝ des réels, plus fine que la topologie usuelle et pour laquelle l'ensemble K des inverses des entiers naturels non nuls est fermé (alors que pour la topologie usuelle, 0, qui n'appartient pas à K, est un point d'accumulation de K). D'autres propriétés remarquables de cet espace en font un contre-exemple utile en topologie générale.

## Définition
Soit K = {1/n | n ∈ ℕ*}. La famille de tous les intervalles réels ouverts ]a, b[ et de tous les ensembles de la forme ]a, b[\K forme une base de topologie. La topologie engendrée par cette famille est appelée la K-topologie sur ℝ et cet espace topologique est noté ici ℝK.

## Propriétés
- Cette topologie est plus fine que la topologie usuelle sur ℝ (donc est séparée et même d'Urysohn comme elle) mais n'est pas comparable à la topologie de la droite de Sorgenfrey.
- Elle est à base dénombrable (donc séparable, à bases dénombrables de voisinages et de Lindelöf).
- L'espace ℝK est connexe, mais pas connexe par arcs car il a deux composantes connexes par arcs : ]−∞, 0] et ]0, +∞[.
- Il n'est donc pas localement connexe par arcs.
- Il n'est d'ailleurs même pas localement connexe en 0 (mais l'est en tout autre point).
- La partie K est infinie et sans point d'accumulation donc ℝK n'est pas dénombrablement compact (donc pas non plus séquentiellement compact, puisqu'il est à base dénombrable).
- De même, aucun sous-espace contenant K (comme le segment [0, 1]) n'est dénombrablement compact.
- L'espace quotient ℝK/K n'est pas séparé.
- ℝK n'est pas régulier (le fermé K et le point 0 ne sont pas séparés (en) par deux ouverts disjoints) mais c'est un espace Gδ.
- Il n'est pas paracompact (puisqu'il n'est pas normal) mais seulement métacompact (en).